# География Монтаны
Монтана — один из восьми Горных штатов, расположенный на севере региона, известного как Запад США. На востоке он граничит с Северной Дакотой и Южной Дакотой. На юге — с Вайомингом, на западе и юго-западе — с Айдахо, а на севере — с канадскими провинциями Британская Колумбия, Альберта и Саскачеван, что делает его единственным штатом, граничащим с тремя канадскими провинциями.
С площадью 147 040 квадратных миль (380 800 км²) Монтана немного больше Японии. Это четвёртый по величине штат в Соединённых Штатах после Аляски, Техаса и Калифорнии и крупнейший штат, не имеющий выхода к морю.

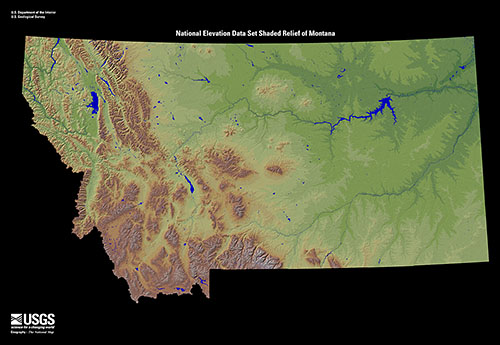
Карта рельефа Монтаны

Топография штата приблизительно определяется Континентальным водоразделом, который разделяет большую часть штата на отдельные восточные и западные регионы. 
Западные две пятых Монтаны находятся в пределах Скалистых гор, а восточные три пятых — на Великих равнинах. Скалистые горы Монтаны — это край высоких гор, глубоких долин, зелёных лесов и безлесных хребтов, тогда как Великие равнины Монтаны — это обширные горизонтальные просторы жёлтых пастбищ, золотистых зерновых полей и коричневых залежных полос. Этот контраст между горами и равнинами – одна из самых ярких географических особенностей штата.

## Рельеф
В Скалистых горах Монтаны горные хребты, как правило, простираются с севера-северо-запада на юго-юго-восток. Они сложены древними твёрдыми породами, которые были сжаты, смяты в складки, образовали разломы и другими способами деформированы горообразовательными силами, образовавшими Скалистые горы, начиная с 100 миллионов лет назад.
Во время последнего ледникового периода, около 11 500 лет назад, ледники прорезали округлые, выпуклые линии горных хребтов и высокогорные долины, превратив их в острые, неровные, вогнутые формы. Когда ледники таяли, они оставляли на дне долин рыхлый материал, вырванный из гор, в виде ледниковых отложений. Современные ледники Монтаны очень малы по сравнению с огромными языками льда прошлого. Дно долин между горными хребтами состоит в основном из аллювиальных пойм и террас; уступов и предгорий, высеченных на молодых мягких породах; а также равнин, террас и предгорий, сложенных ледниковыми отложениями.
В Скалистых горах Монтаны наблюдается контраст между горами с узкими долинами и горами с широкими долинами. В регионах с узкими долинами, которые являются самыми суровыми и впечатляющими в штате, дно долин влажное и лесистое. Есть два региона с узкими долинами. Один из них находится на северо-западе Монтаны, где находится Национальный парк Глейшер с большинством ледников Монтаны. Другой находится в юго-центральной части Монтаны в северной части Национального парка Йеллоустоун; в этой области находится самая высокая точка в Монтане, Гранит-Пик, высота которого составляет 12 799 футов (3901 метр). Эти два региона с узкими долинами разделены областью широкой долины в западно-центральной и юго-западной Монтане. Там дно долин широкое, сухое и травянистое, что позволяет любоваться потрясающими панорамными видами на горные хребты.
Большая часть Великих равнин Монтаны представляет собой довольно суровую местность. Местность к югу от реки Йеллоустоун в основном представляет собой разбросанные холмы. Вокруг длинного отрезка реки Миссури в северо-центральной части штата находятся обрывы реки Миссури, которые образуют живописную область скалистых возвышенностей, которая является частью Национального памятника «Обрывы Верхнего Миссури». Настоящие равнины находятся в «Золотом треугольнике» к северу от Грейт-Фолс и плато в других местах. Некоторые холмы, разломы и обрывы долин образуют изрезанные пустоши, такие как те, что можно увидеть в государственном парке Макошика, недалеко от Глендайва. Долины основных рек, текущих со Скалистых гор через восточную Монтану, глубоко изрезаны. На равнинах и поверхностях плато разбросаны восемь небольших горных массивов, называемых останцами Скалистых гор, которые подобны островам Скалистых гор, расположенным на равнинах.